# 9-es busz (Szekszárd)
A szekszárdi 9-es jelzésű autóbusz Jobbparászta, az északi városrész (Újváros) és a Tesco áruház között a Kilátó utca (volt Fűtőmű) érintésével közlekedik a hét minden napján.  A járat betétjárata 9A, mely rövidebb útvonalon Jopparászta és a Tesco áruház között közlekedik. Munkaszüneti napokon délelőtt egy-egy járat a Béla király tér érintésével közlekedik.

## Története
2010 előtt a járat Jobbparászta- Kadarka utca - Széchenyi utca - Wesselényi utca - Tartsay Vilmos utca vonalon közlekedett a Tesco áruházig.

2010-től-2022 augusztus 27-ig a járat a Jobbparászta - Rákóczi utca - Széchenyi utca - Béri Balogh Ádám utca - Május 1. utca - Alisca utca vonalon közlekedett a Tesco áruházig.

2022 augusztus 28 és 2023 augusztus 11 között a járat Jobbparászta - Kadarka utca - Szent László u. - Széchenyi utca - Béri Balogh Ádám utca - Május 1 utca - Alisca utca -Tesco áruház - Csatári utca - Baranya-völgy útvonalon közlekedett 2 óránkénti járatsűrűséggel, majd 2023 augusztusától a megszűnő 7A járatai okán a Fűtőmű (Kilátó utca) érintésével rövidebb útvonalon a Tesco áruház és Jobbparászta között közlekedik.

2024 október 7-től a járati útvonalon egy új megállóhely létesült Vak Bottyán utca néven a Kadarka utcában. Indításszámai is csökkentek, mert a 7-es vonalon járatsűrítés történt így a Tesco áruháztól 15 óra után 9-es járatok helyett 9A betétjáratok járatok indulnak.

## Útvonala
| Jobbparászta felé |
| --- |
| Tesco áruház – Alisca utca - Fűtőmű - Alisca utca - Május 1. utca – Béri Balogh Ádám utca – Széchenyi utca – Kadarka utca – Jobbparászta |

| Tesco áruház felé |
| --- |
| Jobbparászta – Kadarka utca – Széchenyi utca – Béri Balogh Ádám utca – Május 1. utca – Alisca utca – Fűtőmű - Alisca utca - Tesco áruház |

## Megállóhelyei
| sz. | Megállóhely neve         | Menetidő (perc) | Menetidő (perc) | Átszállási kapcsolatok |
| --- | ------------------------ | --------------- | --------------- | ---------------------- |
| 0   | Tesco áruház             | 0               | 24              |                        |
| 1   | Csatár, autóbusz-forduló | 2               | ∫               |                        |
| 2   | Alisca utca 44-46.       | ∫               | 22              |                        |
| 3   | Alisca utca              | 4               | 20              |                        |
| 4   | Alisca utca, trafóház    | 5               | 19              |                        |
| 5   | Kilátó utca              | 7               | 17              |                        |
| 6   | Alisca utca, trafóház    | 9               | 15              |                        |
| 7   | Május 1. utca            | 10              | 14              |                        |
| 8   | Alsóvárosi temető        | 11              | ∫               |                        |
| 9   | Bakta köz                | 12              | 13              |                        |
| 10  | Kórház                   | 13              | 12              |                        |
| 11  | Nyomda                   | 15              | 11              |                        |
| 12  | Posta                    | ∫               | 9               |                        |
| 13  | Szent-László utca        | 17              | 7               |                        |
| 14  | Babits iskola            | 18              | 6               |                        |
| 15  | Vak Bottyán utca         | 19              | 5               |                        |
| 16  | Kadarka lakótelep        | 20              | 4               |                        |
| 17  | Parászta, kisbolt        | 23              | 2               |                        |
| 18  | Tolnai Lajos utca        | 24              | 1               |                        |
| 19  | Jobbparászta             | 25              | 0               |                        |